# Gabriele Colombo
Gabriele Colombo (Varese, 11 de maig de 1972) és un ciclista italià, ja retirat, que fou professional entre 1994 i 2007. Durant la seva carrera professional aconseguí una desena de victòries, destacant per damunt de totes la victòria a la Milà-Sanremo de 1996.
És fill d'Ambrogio Colombo i net de Luigi Macchi, ambdós ciclistes.

## Palmarès
- 1989
  - Vencedor d'una etapa del Gran Premi Rüebliland
- 1993
  - 1r de la Milà-Rapallo
- 1995
  - Vencedor d'una etapa de la Volta a Burgos
- 1996
  - 1r a la Milà-Sanremo
  - 1r al Giro de Sardenya
  - 1r al Giro de Calàbria i vencedor d'una etapa
  - 1r a la Settimana Ciclistica Internazionale Coppi e Bartali
- 1998
  - Vencedor d'una etapa de la Tirrena-Adriàtica
  - Vencedor d'una etapa dels Quatre dies de Dunkerque
- 2000
  - Vencedor d'una etapa de la Setmana Catalana
  - Vencedor d'una etapa de la Volta a Euskadi

### Resultats al Giro d'Itàlia
- 1996. abandona
- 1997. abandona
- 1998. 52è de la classificació general
- 2001. 65è de la classificació general
- 2002. 130è de la classificació general
- 2003. 63è de la classificació general
- 2004. 117è de la classificació general

### Resultats al Tour de França
- 1995. 51è de la classificació general
- 1999. 125è de la classificació general

### Resultats a la Volta a Espanya
- 2000. abandona